# Bolesław Filipiak
Bolesław Filipiak, poljski rimskokatoliški duhovnik, škof in kardinal, * 1. september 1901, Osniszczewko, † 14. oktober 1978, Poznanj, Poljska.

## Življenjepis
29. maja 1926 je prejel duhovniško posvečenje.
Junija 1967 je postal dekan Rimske Rote.
1. maja 1976 je bil imenovan za naslovnega škofa Plestie in 14. maja istega leta je prejel škofovsko posvečenje. 24. maja 1976 je bil povzdignjen v kardinala in imenovan za kardinal-diakona S. Giovanni Bosco in via Tuscolana.